# 비타민 B3
비타민 B3는 나이아신(니코틴산), 니코틴아마이드(니아신아미드) 및 니코틴아미드 리보사이드의 세 가지 형태 또는 비타민을 포함하는 비타민 계열이다. 세 가지 형태의 비타민 B3는 모두 신체 내에서 니코틴아마이드 아데닌 다이뉴클레오타이드(NAD)로 전환된다. NAD는 인간의 삶에 필요하며 사람들은 비타민 B3나 트립토판 없이는 체내에서 NAD를 만들 수 없다. 니코틴아미드 리보시드는 2004년에 비타민 B3의 한 형태로 확인되었다.
니아신(영양소)은 아미노산의 일종인 트립토판으로부터 식물과 동물에 의해 합성될 수 있다. 니아신은 강화 포장 식품, 육류, 가금류, 참치 및 연어와 같은 붉은 생선에서 가장 높은 함량을 가지며 견과류, 콩과 식물 및 씨앗에서 적은 양으로 다양한 전체 및 가공 식품에서 식단에서 얻는다. 식이 보충제로서의 니아신은 니아신 결핍으로 인한 질병인 펠라그라를 치료하는 데 사용된다. 펠라그라의 징후 및 증상에는 피부 및 구강 병변, 빈혈, 두통 및 피로가 포함된다. 많은 국가에서는 밀가루 또는 기타 식품 곡물에 비타민 B3의 첨가를 의무화하여 펠라그라의 위험을 줄인다.